# Lúcio Hostílio Mancino
Lúcio Hostílio Mancino (em latim: Lucius Hostilius Mancinus) foi um político da gente Hostília da República Romana eleito cônsul em 145 a.C. com Quinto Fábio Máximo Emiliano. Provavelmente era irmão de Caio Hostílio Mancino, cônsul em 137 a.C..

## Carreira
Em 148 a.C., Mancino foi legado do cônsul Lúcio Calpúrnio Pisão Cesonino durante a Terceira Guerra Púnica e participou do início do Cerco de Cartago. Mancino recebeu o comando da frota romana enquanto Pisão Cesonino liderava o exército e se manteve na função quando o comando geral passou para Cipião Emiliano. Apesar de algumas derrotas, obteve a glória de ter sido o primeiro a entrar numa região de Cartago quando a cidade foi finalmente conquistada por Cipião em 146 a.C..
Retornando a Roma, passou grande parte de seu tempo contando ao povo romano os feitos do Cerco de Cartago, sempre floreando suas próprias ações. Por isto, foi facilmente eleito cônsul em 145 a.C. com Quinto Fábio Máximo Emiliano, irmão biológico de Cipião Emiliano.